# Gebirge

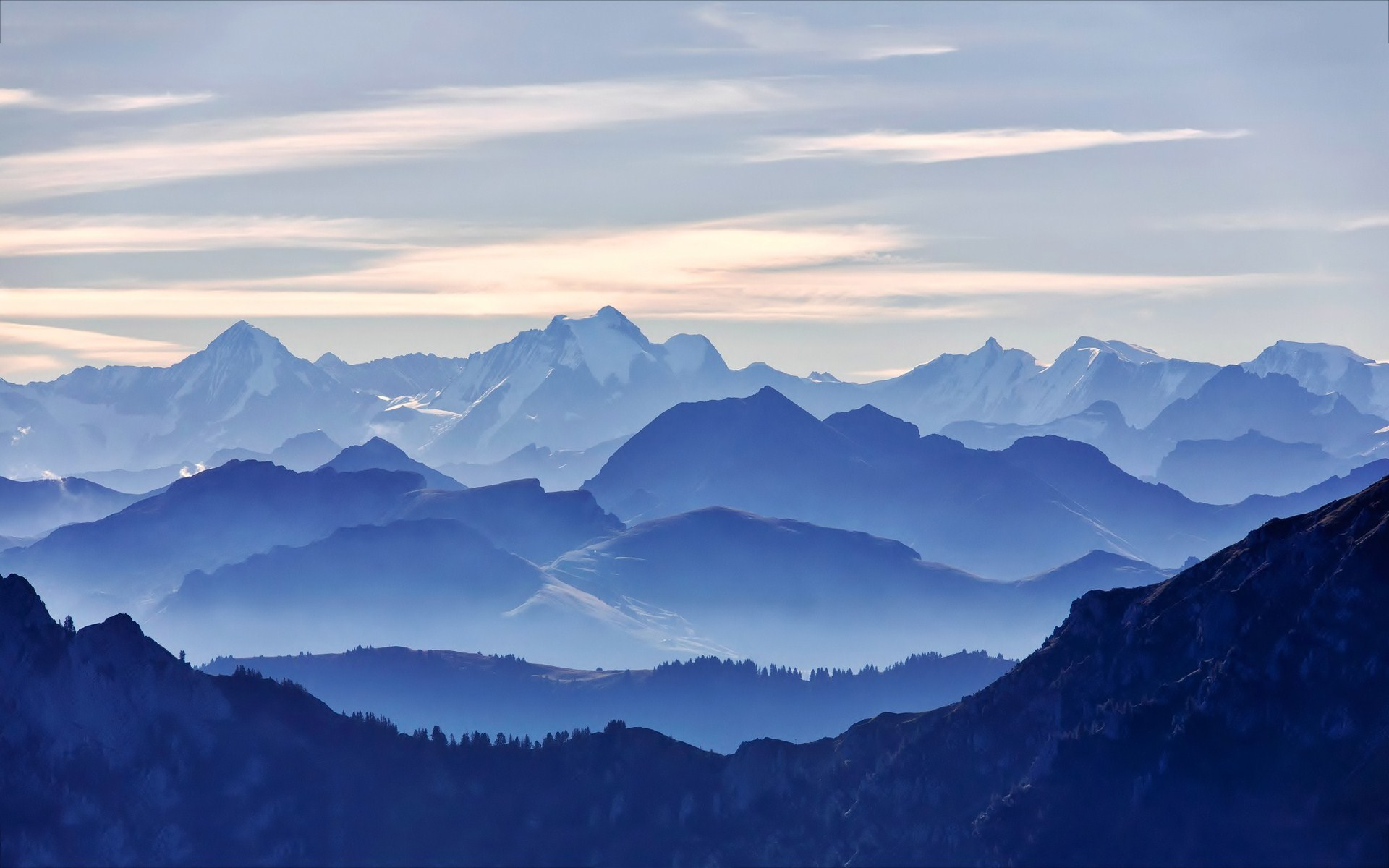
Vom eher rundlichen, bewaldeten Mittelgebirge ansteigend bis in die schroffsten Gipfelregionen der Hochgebirge (Bergblick in Nepal)

Ein Gebirge ist eine komplexe Landschaftsform der Erde, die durch eine aus der Tiefebene deutlich herausragende Massenerhebung der Erdoberfläche sowie Geländeformen mit unterschiedlichen Hangneigungen, entsprechenden Expositionen (Einfallswinkel des Sonnenlichts, Sonn- und Schatthänge) sowie vielfältigen Reliefformen gekennzeichnet ist.
Grundsätzlich wird zwischen Mittelgebirge (eher gerundete Gipfel, offener Fels nur lokal, Vegetationsform unterscheidet sich nur graduell von der Tiefebene) und Hochgebirge (eher schroffe Gipfel, landschaftsprägende Felsregionen, deutlich unterschiedliche Vegetationsformen gegenüber dem Umland) unterschieden. Eine Festlegung der beiden Formen anhand der Höhe über dem Meeresspiegel ist von den regionalen Verhältnissen abhängig und daher nicht allgemeingültig. Nur in älterer Literatur findet man Definitionen, die sich (auch) auf die absolute Höhe beziehen, so etwa bei Norbert Krebs und Alfred Philippson 1500 m (für Gebirge der gemäßigten Zone) als Untergrenze der Hochgebirge. Alle Gebirgstypen gehören zu den großen Landformen, die das Makrorelief der Erde bilden.
37,4 % der Landoberfläche der Erde liegen zwischen 1000 und 2000 m Höhe über dem Meeresspiegel. Allgemein verbreitet sind Gebirge von den Polarregionen bis in die Tropen. Die größten Gebirge der Erde liegen im Westen des amerikanischen Doppelkontinentes, in einem zusammenhängenden Gebirgsbogen von Südwest- über Zentral- und Südasien bis Ostasien, im Mittelmeerraum und in Ostafrika.
Die Entstehung von Gebirgen – insbesondere durch die Verschiebungen der Kontinentalplatten – kam in der Erdgeschichte in mehreren Epochen vor. Nach jeder Hebung folgte eine Phase der Abtragung bis hin zu weitgehenden Einebnung. Daher sind die heute existierenden Gebirge vor allem eine Folge der jüngsten Entstehungsphase (Alpidische Orogenese). Heutige (Rumpf-)Gebirge, die älteren Phasen zugerechnet werden, sind strenggenommen die Folge einer erneuten Heraushebung, während die Auffaltung der Hochgebirge zum Teil immer noch nicht abgeschlossen ist.
Praktisch alle Gebirge der Erde waren im Pleistozän stark von Vereisungen betroffen, daher ist die Gestalt der heutigen Gebirge nicht auf die aktuellen klimatischen Verhältnisse zurückzuführen. Die meisten Gebirge und insbesondere die höchsten unter ihnen gehören auch zu den tektonisch aktiven Zonen der Erde, und Hebungen sind in einigen Fällen größer als Abtragungsraten durch Erosion und Denudation.

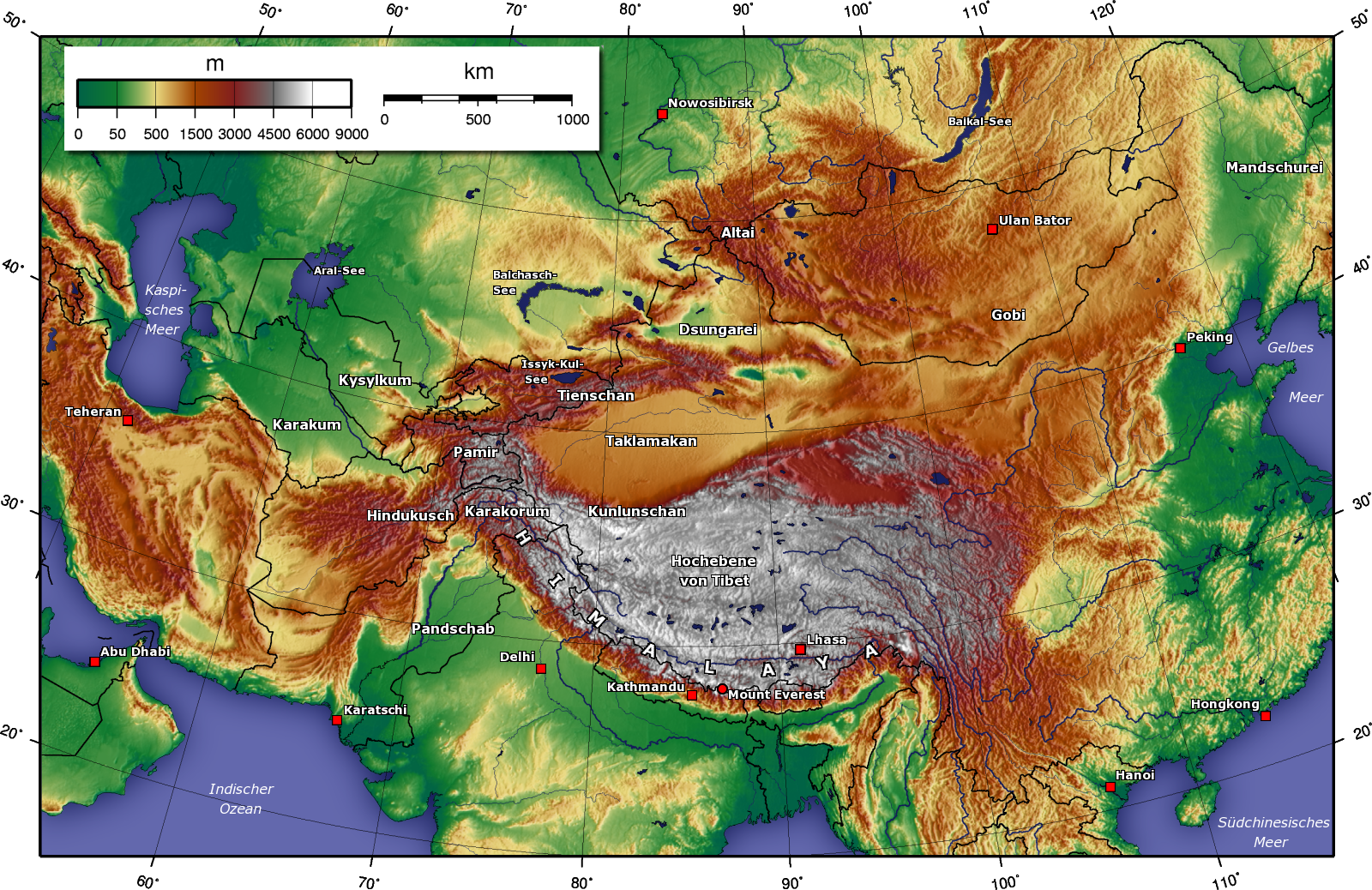
Die größten Gebirge der Erde: Hochasien mit dem Himalaya am Südrand des tibetischen Hochlands (grau); Teil der alpidischen Auffaltung, die sich Richtung Europa fortsetzt; im Nordosten das separate südsibirische Gebirge

## Definition und Sprachgebrauch
Unter einem Gebirge versteht man im allgemeinen Sprachgebrauch
- eine Gruppe von mehr oder weniger verbundenen Bergen als Gebirgsgruppe oder Gebirgszug
- eine gebirgige geographische Region, ein Gebirgsland

Das Wort „Berg“ hat hingegen eine regional unterschiedliche Wahrnehmung. Erhebungen wie der Wilseder Berg, mit nur 169 m ü. NHN der höchste Punkt in der Umgebung Lüneburgs, würden in Alpenländern allenfalls als Hügel bezeichnet. Im Allgemeinen bezeichnet „Berg“ einen einzelnen Gipfel oder eine Kammlinie. „Hügelland“ steht für Ansammlungen von Kleinerhebungen, ohne dass eine genaue Abgrenzung möglich wäre.
Die Geologie hingegen nimmt bei ihrer Definition auf den „Gebirgsfuß“ Bezug: Der Gebirgsfuß bzw. Gebirgsrumpf (wenn er freiliegt), ist das Grundgebirge. Bei den jüngeren Gebirgen wird er vom Deckgebirge überlagert und dabei oft in große Tiefen gedrückt (bis in die Moho). „Gebirge“ steht in letzteren Begriffen schon im geologischen Sinne als „Gesteinseinheit“.
In der englischen Sprache gibt es keinen Begriff für Gebirge im Sinne einer zusammengehörigen Entität: „Mountains“ heißt „Berge“ und ist damit lediglich der Plural ohne konkrete Zuordnung. Dies gilt auch für „Mountain range“ (= „Bergkette“), das jedoch häufig im Sinne von Gebirge verwendet wird.
Hochplateaus – wie beispielsweise Tibet oder der Altiplano – gelten in ihrer Gesamtheit nicht als Gebirge, da sie nur geringe Höhenunterschiede aufweisen. Im Gegensatz dazu kann manches Gebiet an einer Steilküste trotz geringer Erhebung über die Meereshöhe als gebirgig gelten.
Siehe dazu: die EU-Definition Gebirgsland: Klassifizierung nach Höhenlage und Steilheit

## Geologie und Gebirgsbildung
In der Geologie wird der Begriff Gebirge beziehungsweise der Fachbegriff Orogen uneinheitlich genutzt. Im amerikanisch geprägten Press/Siever: Allgemeine Geologie (2008) wird der Begriff Orogen für junge Gebirge genutzt und in Kontrast zu den Begriffen Schild und Tafel, Sedimentbecken, Krustendehnungszonen (Bereiche, in denen die jüngste Deformation auf Krustendehnung zurückzuführen ist) sowie große Vulkanprovinzen gesetzt.
Im Sinne der Geologie sind Gebirge in erster Linie langgezogene Bänder deformierter Gesteine, die durch gegeneinander drückende Lithosphärenplatten entstehen (vor allem im Nahtbereich zweier Platten, aber auch weit entfernt davon durch Spannungsübertragung) und so vor allem durch Überschiebung abgescherter Gesteinsdecken zur Gebirgsbildung führen. Je größer die Druckeinwirkung der Plattentektonik ist und je länger sie andauert, desto höher ist die Hebung der Erdkruste und desto mehr parallel verlaufende Stränge wölben sich rechts und links des zentralen, ältesten Bereiches auf. Während diese intermontanen Zwischengebirge oft aus kompakten, wenig gegliederten Hochebenen bestehen (etwa Hochland von Tibet, Altiplano oder Columbia Plateau), sind die jüngeren Randketten meist markanter zerklüftet und grenzen sich klar gegen die umgebenden Tiefebenen ab. 
Die Entstehung der Gebirge geht mit Veränderungen der Gesteine einher. Typische Gesteine für Gebirge sind neben metamorphen Gesteinen wie z. B. Gneis, auch magmatische Gesteine wie Granit, beide Gesteine haben einen für die kontinentale Kruste typischen hohen Siliziumgehalt.

### Gebirgsformen

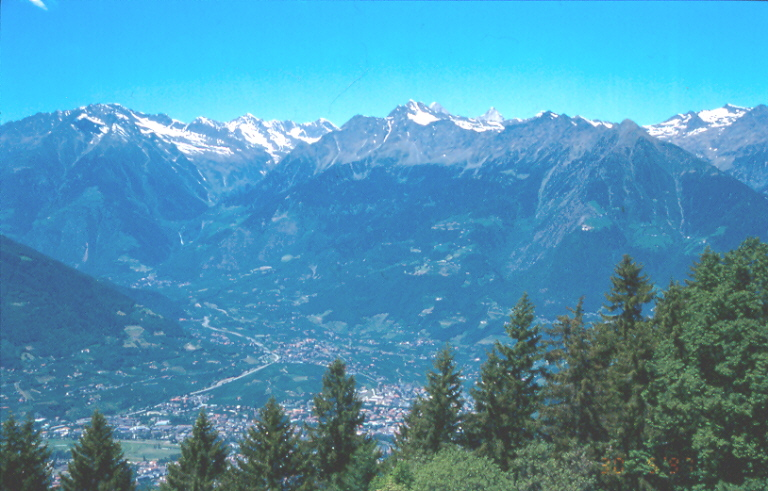
Hochgebirge der Alpen: Texelgruppe bei Meran

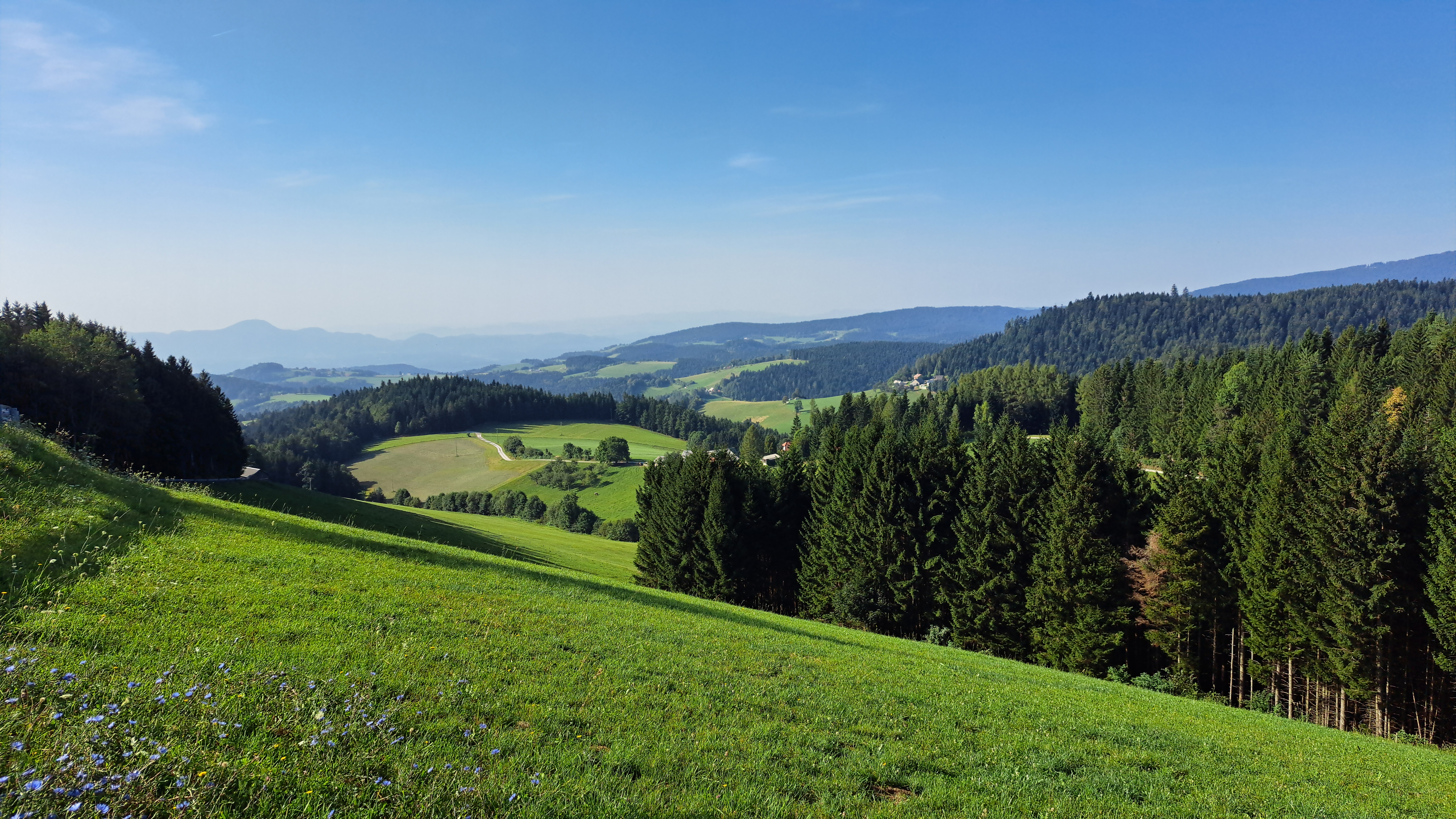
Vorberge der Alpen mit Mittelgebirgscharakter: Bachergebirge bei Maribor

Gebirge lassen sich auch nach ihrer generellen geomorphologischen oder orographischen Form klassifizieren. Maß hierzu sind die Reliefenergie, Dominanz und Schartenhöhe der Einzelgipfel und Gebirgsgruppen:
- Gratgebirge: Linienförmig aneinandergereihte Bergzüge mit ausgeprägten, verästelten Kammlinien (Taunus, Salzburger Schieferalpen)
- Kammgebirge: Linienförmig aneinandergereihte Bergzüge mit einer einzigen Hauptkammlinie (Riesengebirge, Bachergebirge der Alpen)
- Kettengebirge: Linienförmig aneinandergereihte Bergzüge mit mehreren, parallel gestaffelten Gebirgskämmen (Alpen, andere alpine Gebirge)
- Kuppengebirge: Gebirge mit unregelmäßig aufragenden Gipfeln, die sich aus einem gemeinsamen Gebirgsfuß erheben (Frankenwald, Randgebirge der Alpen)
- Massengebirge: Deutlich geschlossene Erhebung gegenüber dem Umland, die jedoch keine erkennbare Hauptrichtung einzelner Gebirgszüge aufweisen (Harz, Französisches Zentralmassiv)
- Plateaugebirge: Gebirge, bei denen nur noch der Fuß erhalten ist, und sich keine Kammlinie und wenig Gipfelbildung abzeichnet (Schwäbische Alb)
- Rumpfgebirge: Gebirge, von denen nur der Rumpf übriggeblieben ist, erhobene Hügellandschaft (Böhmische Masse)
- Schild: Ein alter Gebirgsrumpf als Tafelland, der als solcher nicht mehr erkennbar ist (Baltischer Schild)
- Inselberg: Gebirge, das sich unvermittelt aus einer Ebene erhebt (Zuckerhut, Uluru, mittelschwedische Inselberge)

Bezüglich ihrer Entstehung und ihrem inneren Aufbau (Gesteinsprofil) unterscheidet man:
- Tektonisches Gebirge, das durch Tektonik, also langsame Bewegungen der Gesteinsmassen entstanden ist:
  - Deckengebirge entstehen durch starken seitlichen Schub ohne Ausweichmöglichkeit (Alpen)
  - Faltengebirge durch plastische Verformung von Gesteinsschichten in Geosynklinalmeeren (Schweizer Jura)
  - Bruchfaltengebirge, auch Bruchschollengebirge durch Faltung und Zerbrechen der Decken (Rocky Mountains)
  - durch reine Bruchtektonik entstehen folgende Formen:
    - Blockgebirge
    - Bruchgebirge
    - Schollengebirge
- Vulkanisches Gebirge, welches durch „Aneinanderwachsen“ mehrerer Eruptionsherde entsteht (Vogelsberg, Auvergne), oder sich aus einer einzelnen harten Ergussmasse bildet (Adamellogruppe)

In einem Großgebirge können sich verschiedene Gebirgsformen auch mischen. So zeigt die komplexe Faltungs- und Überschiebungsgeschichte der Alpen zahlreiche Kleinformen anderer Gebirgstypen.

## Globale Bedeutungen der Gebirge

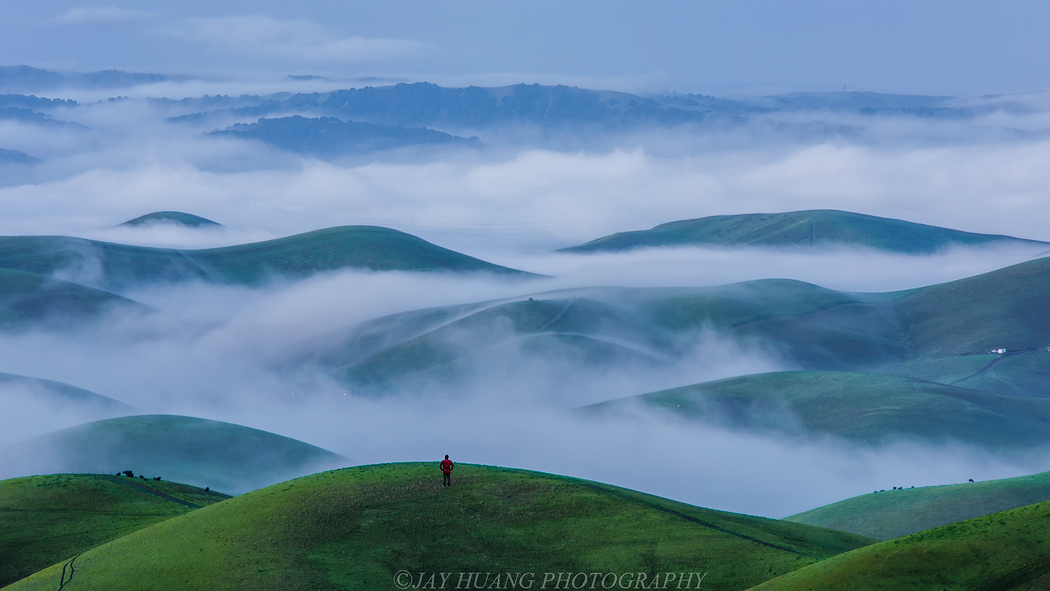
Selbst Hügellandschaften haben bereits einen gewissen Einfluss auf das Klima (Livermore, Kalifornien)

Gebirge sind Barrieren und damit haben sie in vielfältiger Weise entscheidende Wirkungen auf die Erde.
Je nach ihrer Höhe und Ausdehnung haben sie großen Einfluss auf Klima und Wettergeschehen. So bleibt beispielsweise Europa durch die von Ost nach West verlaufenden Alpen und Karpaten weitgehend von den extremen Wetterlagen verschont, die in Nordamerika durch den ungehinderten Luftaustausch zwischen Norden und Süden immer wieder auftreten. In der Westwindzone haben die von Nord nach Süd verlaufenden, meeresnahen Gebirge (Rocky Mountains, Skanden, Süd-Anden, Neuseeländische Alpen u. a.) erhebliche Auswirkungen auf Niederschlagsverteilung und Vegetation der westlichen (feuchteren) und östlichen (trockeneren) Gebirgsabdachung.
Je höher ein Gebirge ist, desto größer sind auch die klimatischen Unterschiede im Gebirgsraum, da die Lufttemperatur mit zunehmender Höhe abnimmt. Dies führt – in Verbindung mit den gebirgstypischen Niederschlags-, Abfluss- und Bodenverhältnissen – zu höhenabhängigen Wachstumsbedingungen für die Pflanzenwelt, die somit in vertikal aufeinanderfolgenden Höhenstufen beschrieben werden kann. Das Standardmodell nutzt dafür die orographischen Begrifflichkeiten von der „planaren“ Ebene über das „kolline“ Hügelvorland und die (häufig bewaldete) „montane“ Mittelgebirgsstufe über den „subalpinen“ Grenzraum zwischen Wald- und Baumgrenze ins waldfreie „alpine“ Hochgebirge. Darüber nehmen die formenden Einflüsse des Lebens rapide ab, sodass oberhalb der Waldgrenze drei weitere geomorphologischen Höhenstufen („periglazial“, „nival“ und „glazial“) definiert werden, die die Kältewüste und die praktisch unbelebte Schnee- und Eisregion umfassen.
Auf den ersten Blick ähnelt diese Abfolge einem verkleinerten Abbild der globalen Klima- und Vegetationszonen von den Tropen zu den Polen. Bei näherer Betrachtung führen jedoch die abweichenden Faktoren wie die Jahres- und Tagesgänge der Temperaturen und die Intensität der Sonneneinstrahlung zu entsprechenden Unterschieden gegenüber den globalen Zonen.
Diese enge Nachbarschaft klimatischer und anderer natürlicher Gegebenheiten macht viele Gebirge zu besonderen Hotspots der biologischen Vielfalt. Überdies hatten sie immer wieder großen Einfluss auf die Evolution, so zum Beispiel bei der Artenbildung aufgrund räumlicher Trennung (Refugialraum), bei der Auslese speziell angepasster Lebewesen und nicht zuletzt bei der Bildung der globalen biogeographischen Regionen. So haben etwa die Alpen in Europa nach dem Ende der letzten Eiszeit die Entwicklung einer großen Artenvielfalt in den Wäldern, wie sie in Nordamerika und Ostasien vorkommt, verhindert. Auch die Ausbreitung des Menschen orientierte sich vielfach an Bergzügen. Ähnlich wie bei der Biodiversität konnte sich in den Gebirgen auch eine große kulturelle Vielfalt entwickeln: Kaum anderswo finden sich so viele Sprachen, Ethnien und heterogene Kulturareale auf so engem Raum nebeneinander. Ein gutes Beispiel dafür sind die Papua-Sprachen im gebirgigen Neuguinea.
Seit jeher hat die Vielfalt der Gebirge den Menschen angezogen, der hier aufgrund der besonderen geologischen Gegebenheiten eine Reihe wichtiger Rohstoffe findet: Marmor aus dem Apennin in der Antike, Tannen aus dem Schwarzwald für Schiffsmasten in der frühen Neuzeit oder die sogenannten, heute technologisch unverzichtbaren Seltenen Erden sind nur drei Beispiele von vielen. Ebenso haben die Besiedler der Berge besondere traditionelle Wirtschaftsformen entwickelt, um die oftmals schwierigen Bedingungen möglichst effizient zu nutzen: etwa die Wander-Viehwirtschaft zwischen Berg und Tal oder die Schaffung der Almen als zusätzliche Weideflächen für das Vieh.

## Ausmaße
Der längste oberirdische Gebirgszug der Erde wird von Anden und Rocky Mountains gebildet und reicht etwa 15.000 km von Alaska im Norden bis nach Feuerland im Süden. Man nennt ihn amerikanische Kordilleren. Auch die Gebirge Eurasiens bilden eine ähnlich lange, allerdings stark gegliederte Gebirgskette, weil sie fast gleichzeitig durch die alpidische Geodynamik entstanden sind.
Hingegen haben die erdähnlichen Planeten Venus und Mars kaum solche Bergketten, sondern eher einzelne Massive – was eine Folge der unterschiedlichen Gebirgsbildung ist.
Daneben gibt es lange Gebirgszüge im Meer, die sogenannten mittelozeanischen Rücken. Beispielsweise liegt der mittelatlantische Rücken an der Grenze der Kontinentalplatten von Amerika einerseits und Europa – Afrika andererseits.

## Gebirge weltweit

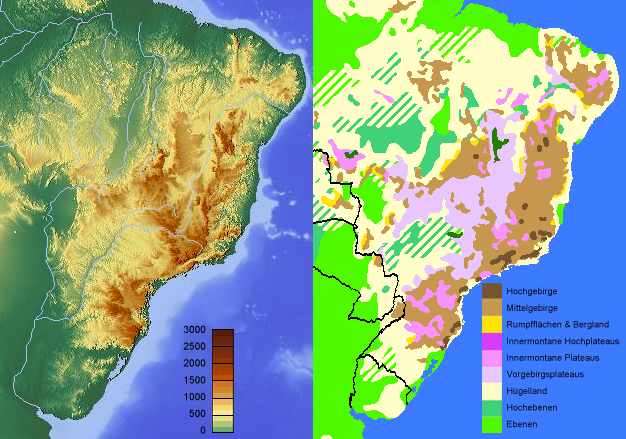
Die kartografische Darstellung von Gebirgen geschieht in der Regel als physische Karte bei kleinen Maßstäben (Beispiel: Brasilianisches Bergland – linke Karte) und als topografische Karte bei großen Maßstäben. Moderne, auf Satellitendaten gestützte Kartenmodelle nutzen eher das Makrorelief, das meist auf relativen Höhen und Hangneigungswinkeln basiert (rechte Karte).

### Europa

#### Fennoskandien
- Skandinavisches Gebirge
- Chibinen

#### Iberische Halbinsel
- Pyrenäen
- Betische Kordillere, darunter u. a. Sierra Nevada
- Kantabrisches Gebirge
- Iberisches Gebirge
- Iberisches Scheidegebirge

#### Apenninen-Halbinsel
- Apennin

#### Balkanhalbinsel
- Balkangebirge
- Pirin, Rila und Rhodopen
- Korab und Šar Planina
- Pindos
- Prokletije
- Dinarisches Gebirge

#### Britische Inseln
- schottische Highlands

#### Mittelmeerinseln
- Kreta: Ida-Gebirge, Lefka Ori, Dikti-Gebirge
- Korsika: Cinto-Massiv, Rotondo-Massiv
- Sardinien: Gennargentu
- Zypern: Troodos-Gebirge

#### West-undMitteleuropa
- Alpen
- Zentralmassiv
- Karpaten
- Erzgebirge, Sudeten, Riesengebirge und Altvatergebirge
- Tatra
- Jura

#### Osteuropa
- Kaukasus
- Ural

### Afrika
Atlas, Hoggar, Kilimandscharo-Massiv, Mount-Kenya-Massiv, Ruwenzori-Gebirge, Brandbergmassiv

### Asien
- Ural, Altai, Tian Shan, Kunlun, Stanowoigebirge, japanische Alpen, Ostsibirisches Bergland (Anadyr-Plateau, Kolymagebirge, Werchojansker Gebirge)
- Taurus, Elburs, Kaukasus, Zagros
- Hindukusch, Pamir, Karakorum, Himalaya, Transhimalaya usw.
- Kalksteingebirge Tur-Abdin

### Ozeanien
Great Dividing Range, Snowy Mountains (auch Australische Alpen), Neuseeländische Alpen

### Nord-undMittelamerika

#### Festland
- Aleutenkette
- Amerikanische Kordilleren, darunter
  - Alaskakette
  - Wrangell Mountains
  - Chugach Mountains
  - Eliaskette
  - Coast Mountains
  - Kaskadenkette
  - Rocky Mountains
  - Peninsular Ranges
  - Sierra Nevada
  - Sierra Madre Occidental, Sierra Madre Oriental, Sierra Madre del Sur
  - Sierra Madre de Chiapas
  - Cordillera de Talamanca
- Appalachen

#### Westindische Inseln
- Hispaniola: Cordillera Central (Hispaniola), Sierra de Neiba, Massif de la Selle
- Kuba: Sierra Maestra
- Jamaika: Blue Mountains (Jamaika)

### Südamerika
Anden (Kordilleren), Bergland von Guayana, Brasilianisches Bergland

### Antarktika
Transantarktisches Gebirge